# Indialis
Indialis is een geslacht van haften (Ephemeroptera) uit de familie Leptophlebiidae.

## Soorten
Het geslacht Indialis omvat de volgende soorten:
- Indialis badia
- Indialis hainanensis
- Indialis rossi